# Димитар Пенев
Димитар Пенев (буг. Димитър Пенев Душков) је био бугарски фудбалер и репрезентативац између 1966. и 1974. године. За репрезентацију је одиграо 90 утакмица.
Од 1978. до 1996. је био тренер:
- 1978-1982. - ЦСКА Софија
- 1982-1984. - Кувајт
- 1984-1991. - ЦСКА Софија
- 1990-1996. - Бугарска

## Успјеси
- Проглашен је најбољим бугарским играчем за 1971. годину.

## Успјеси као тренер
- Четврто мјесто на свјетском првенству 1994. са Бугарском.